# Filipa Leal
Filipa de Mira Godinho Grego Leal (Porto, 1979) é uma escritora, poetisa, argumentista e jornalista portuguesa.

## Carreira
Formou-se em jornalismo na Universidade de Westminster, em Londres, e concluiu o mestrado em Estudos Portugueses e Brasileiros na Faculdade de Letras da Universidade do Porto, com uma dissertação sobre "Aspectos do cómico na poesia de Alexandre O'Neill, Adília Lopes e Jorge de Sousa Braga".
Publicou o seu primeiro livro, «lua-polaroid» (conto/ficção), em 2003, e estreou-se na poesia no ano seguinte com «Talvez os Lírios Compreendam» (Cadernos do Campo Alegre). Seguiram-se, na editora Deriva, «A Cidade Líquida», «O Problema de Ser Norte», «A Inexistência de Eva» (finalista do Prémio Correntes d’Escritas) e «Vale Formoso» (2012). Em 2014, publicou "Adília Lopes Lopes", pela não-edições; em 2015, o manifesto "Pelos Leitores de Poesia" (ed. Abysmo). Seguiram-se «Vem à Quinta-feira» (2016, ed. Assírio & Alvim, já na 5ª edição), e «Fósforos e Metal sobre Imitação de Ser Humano», em 2019, (ed. Assírio & Alvim), ambos finalistas do Prémio Correntes d’Escritas e Semi-Finalistas do Prêmio Oceanos. Em 2020, editou o seu primeiro livro de teatro: "O Quadrado de F." (não-edições).
Está editada em Espanha («La Ciudad Líquida», ed. Sequitur, Madrid, 2010); na Colômbia («En los días tristes no se habla de aves», ed. Tragaluz, Medellín, 2016); e em França (com a plaquete “La Ville Oubliée”, ed. Cahiers de l’Approche, Angoulême, 2021). Em 2022, saiu a sua primeira edição no Brasil («A Cidade Líquida», ed. Moinhos, Belo Horizonte, 2022). Em 2024, foi editada na Polónia (com o livro “Fósforos e Metal sobre Imitação de ser Humano”- “Zapałki i metal na imitacji materii ludzkiej”, ed. Lokator) e no Luxemburgo (em edição bilingue Português-Francês, com o livro "Vale Formoso", ed. Phi). Em 2025, saiu a sua primeira tradução na Grécia (com o livro “A Estrada para Firopótamos”, ed. Vakxikon). 
Tem colaborações dispersas em vários jornais e revistas (Egoísta, MeaLibra, INÙTIL, Colóquio Letras, Textos e Pretextos, Flanzine, Eufeme, entre outras). Está representada em diversas antologias em Portugal (destaque para a edição de 2012 da FNAC, «O Prazer da Leitura», com o conto "Isabel") e no estrangeiro (Venezuela, México, Bulgária, Grécia, Países Baixos ou Eslovénia).
Em 2010, teve um dos seus poemas exposto no Metro de Varsóvia, na iniciativa «Poems on the Underground». Em 2012 e 2014, representou Portugal em encontros literários na Alemanha – no Festival de Poesia de Berlim 2012 e na Conferência dos Escritores Europeus 2014/Long Night of European Literature, no âmbito da qual fez uma leitura dos seus poemas no Deutsches Theater. Em 2016, o seu poema "Hoje, também os carros dançam" integrou uma instalação sonora europeia na British Library, em Londres; e, em 2023, o poema “Quanto tempo para o intervalo” esteve exposto na Polónia na iniciativa “Poems in the City”.
Em 2021, a compositora colombiana Mónica Giraldo adaptou um poema seu (“Digo-te por Isso”/ “Te Digo por Eso”) que interpreta no álbum “Hubo um Tiempo”. No mesmo ano, Filipa Leal atreveu-se nas primeiras letras de canções: “Mudar de Canção”, a convite da banda The Happy Mess, já lançada no disco “Jardim da Parada”; e “Ferida”, adaptação livre de “Fever” (imortalizada por Peggy Lee), a convite de Mafalda Veiga para o seu concerto SOLO.
Em 2013, depois de uma formação em escrita de argumento na Faculdade de Letras da Universidade do Porto, escreveu e encenou a sua primeira curta de teatro. «Morrer na Praia» estreou em Lisboa, no Teatro Rápido, e passou pelo Teatro do Campo Alegre, no Porto. Em 2014, encenou «A Inexistência de Eva», e a sua segunda micro-peça de teatro, «Cama de Gato», integrou o Festival de Curtas dos Primeiros Sintomas, no Cais do Sodré, com encenação de Pedro Lamares. Escreveu ainda a sua primeira longa de teatro (musical infantil) - “A Volta ao Mundo em 60 Minutos” - para a Elenco Produções, que esteve em cena no Teatro Municipal de Vila do Conde, no CAE (Figueira da Foz) e no Europarque (Santa Maria da Feira), com 16.484 espectadores em oito dias.
Em 2014, desenvolveu o seu primeiro guião para longa-metragem de cinema, realizada por Patrícia Sequeira. O filme JOGO DE DAMAS estreou no Lisbon & Estoril Film Festival, 2015, e nos cinemas em Janeiro de 2016, e recebeu o prémio Golden Aphrodite de Melhor Guião no Festival de Cinema do Chipre (2016) e o Prémio de Melhor Guião no International Monthly Film Festival de Copenhaga (2017).
Autora e argumentista da série MULHERES ASSIM, emitida na RTP1, 2016-2017.
Co-autora, com Patrícia Sequeira, do telefilme "MEDO" (2021), que estreou no canal "Opto Sic", no âmbito dos 30 anos da Associação Portuguesa de Apoio à Vítima.
Mais recentemente, o seu texto para teatro “A lentidão do mundo” (2024), resultado de uma residência de criação literária em Évora (Malvada Associação Artística) foi apresentada no Espaço do Tempo, em Montemor-o-Novo, e em Lisboa, no Teatro do Bairro (Festival Temps d’Images).
Desde o início de 2015, fez, com Pedro Lamares, a selecção de textos literários e leituras no programa "Literatura Aqui" (RTP2) - Prémio Sociedade Portuguesa de Autores 2017 para Melhor Programa de Entretenimento. Entre Setembro de 2019 e Janeiro de 2024, apresentou, também com Pedro Lamares, o programa de literatura “Nada Será Como Dante” na RTP2.
Foi, durante os últimos três anos do programa, jornalista e locutora residente do Câmara Clara - Diário Câmara Clara, da RTP2.
Fez uma passagem pela Rádio Nova, foi editora do suplemento «Das Artes, Das Letras» no jornal O Primeiro de Janeiro, e da revista da Casa Fernando Pessoa. Colaborou também com a revista Os Meus Livros. Integrou o projecto LEM (Lisboa, Encruzilhada de Mundos), na Câmara Municipal de Lisboa, que levou a cabo o primeiro pavilhão de troca de livros na Feira do Livro de Lisboa. Coordenou, em 2014 e 2015, com Inês Fonseca Santos, o ciclo de debates «Os Espaços em Volta», na Casa Fernando Pessoa.
Tem integrado alguns júris internacionais: fez parte do Júri do Prémio de Literatura Oceanos (2018) e do Júri do Prémio de Jornalismo Gabriel García Márquez (Colômbia, 2019).
Depois de um ano de formação no balleteatro do Porto, começou a participar, em 2003, em recitais de poesia no Teatro do Campo Alegre (Porto), ciclo Quintas de Leitura, e desde então tem feito leituras com regularidade (Centro Cultural de Belém, Casa Fernando Pessoa, Casa da Música, Teatro São Luiz, etc.). Em 2023, gravou, para a Imprensa Nacional, o audiolivro “Poesia Portuguesa de Francisco de Sá de Miranda”. Desde 2023, é também uma das vozes do Coliseu do Porto, no projecto “Mantras”.
O livro de poemas “Adrenalina” (ed. Assírio & Alvim, 2024; finalista do Prémio Livro do Ano Bertrand - Melhor Livro de Poesia) assinalou os seus 20 anos de poesia.
Em 2025, foi curadora, com Maria do Rosário Pedreira, do Dia Mundial da Poesia no CCB.
Em Abril de 2025, a Expo Osaka (Japão) apresentou, no Pavilhão de Portugal, uma exposição da CIM DOURO, com curadoria de Filipa Oliveira, que incluía 10 poemas inéditos de Filipa Leal sobre o Douro, gravados também na sua voz. A 5 de Maio, representou Portugal na Casa da Poesia de Berlim, com uma leitura de poemas seus, no Dia Mundial da Língua Portuguesa.
Em 2007, o jornal EXPRESSO colocou-a entre as 27 novas promessas portuguesas, e em 2010, na lista de 10 talentos para a próxima década. Em 2018, a revista SÁBADO considerou-a uma dos sete “argumentistas que estão a mudar a ficção nacional”. 
Actualmente, e desde Abril de 2025, é responsável pela escrita e apresentação do programa de literatura “A Pequena Biblioteca” na RTP2. 

## Obras publicadas

### Poesia
- Adrenalina. Ed. Assírio & Alvim, 2024.
- A Estrada para Firopótamos. Ed. Nova Mymosa, 2022.
- A rapariga já não gosta de brincar. (Poesia-colagem) Não-Edições, 2022. ISBN 978-989-53492-1-0
- Fósforos e metal sobre imitação de ser humano. Assírio & Alvim, 2019.
- Vem à quinta-feira. Assírio & Alvim, 2016.
- Pelos leitores de poesia. (Manifesto) Lisboa, Ed. Abysmo. 2015.
- Adília Lopes Lopes. Lisboa, Não-Edições. 2014. ISBN 978-989-99120-1-4
- Vale Formoso. Porto, Deriva Editores. 2012. ISBN 978-972-9250-86-6
- A Inexistência de Eva. Porto, Deriva Editores. 2009. ISBN 978-972-9250-51-4
- O Problema de ser Norte. Porto, Deriva Editores. 2008. ISBN 972-9250-35-4
- A Cidade Líquida e Outras Texturas. Porto, Deriva Editores, 2006. ISBN 978-972-9250-21-7
- Talvez os Lírios Compreendam. Prefácio de António Mega Ferreira. Porto, Fundação Ciência e Desenvolvimento, 2004. ISBN 972-95418-8-4

### Ficção
- lua-polaroid. Vila Nova de Gaia, Corpos, 2003.
- O vestido de noiva. Lisboa, Relógio d'Água, 2023.

### Teatro
- O Quadrado de F. Lisboa, Não-Edições. 2020. ISBN 978-989-54400-8-5